# Pareiasaurus
Pareiasaurus es un género extinto de saurópsidos (reptiles) anápsidos que vivió a mediados del Pérmico en África meridional y oriental y Europa oriental.

## Características

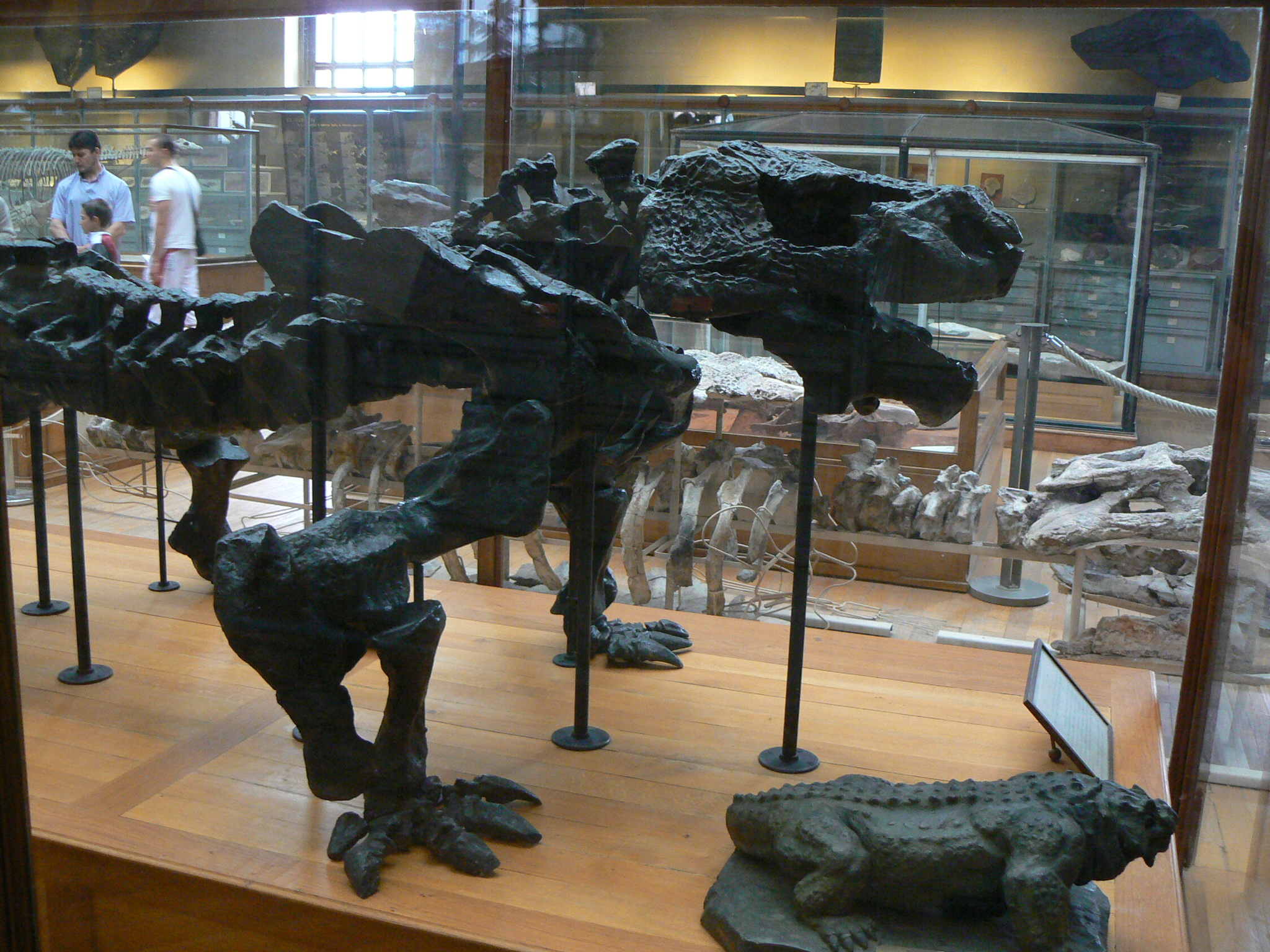
P. baini en el Museo Nacional de Historia Natural de Francia, París.

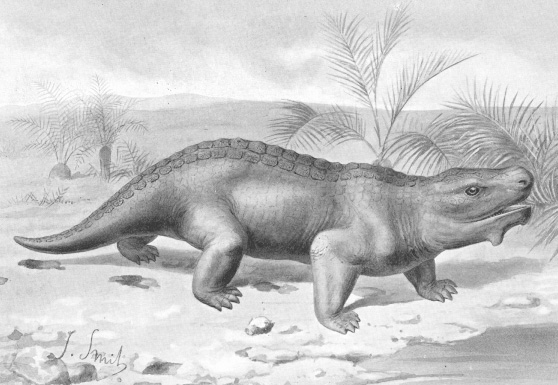
Antigua reconstrucción de Pareiasaurus.

Este rechoncho y robusto animal era un típico pareiasáurido. Tenía el dorso protegido por placas óseas alojadas en la piel. Las patas, gruesas y poderosas, se proyectaban hacia los lados en una disposición típicamente reptiliana, con la columna vertebral enormemente engrosada.
También el cráneo era sólido y pesado, y presentaba numerosas púas y protuberancias verrugosas.

## Alimentación

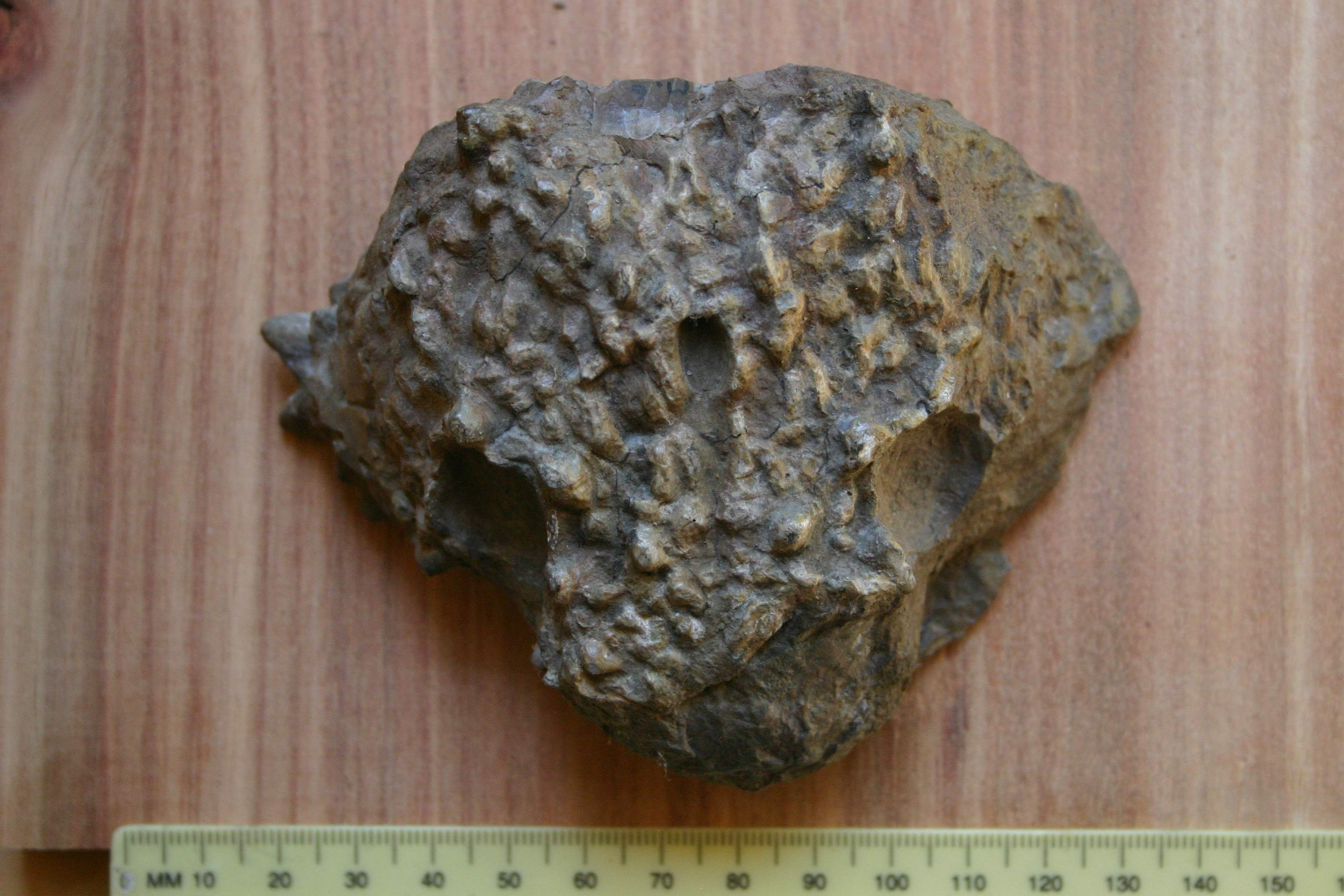
Réplica de un cráneo deformado de un juvenil de P. serridens, recolectado en febrero de 1946 por James W. Kitching

Los dientes eran pequeños y en forma de hoja, con los bordes aserrados para desgarrar las duras fibras vegetales que el animal comía. 
El paladar también estaba provisto de dientes, para deshacer mejor estas fibras vegetales.

## Tamaño
Podría llegar a medir hasta 2,5 metros de longitud.